# هلیکوپتر پلیس
هلیکوپتر پلیس مجموعهٔ تلویزیونی اکشن و ۳۴ قسمتی محصول کشور آلمان است که توسط دو کمپانی پولی‌فیلم و ام‌بی‌اچ تلویزیون تهیه شده و توسط شبکهٔ ست ۱ پخش شده است. کریستف ام. اورت، ماتیاس ماتس، تیلو پروکنر، دورین جاکوبی، آیریس جونیک و پیتر سیمونیچک، ۶ بازیگر نقش‌های اصلی مجموعه هستند که هریک پس از سال‌ها بازی در تعدادی از مجموعه‌های موفق تلویزیونی، در این مجموعه در کنار هم قرار گرفتند

## خلاصه داستان
داستان این مجموعهٔ تلویزیونی تمرکز گروه ضربت ویژه بر روی هلیکوپتری ضد گلوله و فوق پیشرفته‌ای به نام AK1 است که مجهز به میکروفن‌های فوق جهتی، سنسورهای مادون قرمز، تفنگ برجک‌دار ۴۵ میلی‌متری، پرتاب‌کنندهٔ موشک و توپ ۱۰۰۰۰۰ ولت پالسی است. تنها کسی که می‌تواند با هلیکوپتر پیشرفته AK1 پرواز کند، چارلی شاومن می‌باشد که به همراه همکار نابغه‌اش استفان روبلی و دیگر افراد گروه ضربت به مبارزه با جرایم سازمان یافته می‌پردازند.

## پخش به زبان فارسی
این مجموعهٔ تلویزیونی از شبکه ۳ سیمای جمهوری اسلامی ایران با نام «هلیکوپتر پلیس» پخش شده است؛ سرپرست گویندگان این مجموعهٔ تلویزیونی محمود قنبری بود و گویندگان اصلی این مجموعهٔ تلویزیونی منوچهر والی‌زاده در نقش چارلی شاومن و کیکاووس یاکیده در نقش استفان روبلی بود.